# Boy (album)
Boy este albumul de debut al formației rock irlandeze U2, lansat la 20 octombrie 1980. Produs de Steve Lillywhite, albumul a primit critici predominant pozitive. Printre temele cântecelor albumului se numără gândurile și frustrările adolescenței. Albumul a conținut primul single lansat de formație în Regatul Unit, „I Will Follow”. Lansarea albumului Boy a fost urmată de primul turneu al formației în Europa continentală și în Statele Unite. Deși necizelate, aceste prime concerte live au demonstrat potențialul U2. În 2003, albumul a fost inclus pe poziția 417 în lista celor mai mari 500 de albume ale tuturor timpurilor alcătuită de revista Rolling Stone.